# Премия «Грэмми» за лучшее совместное кантри-исполнение с вокалом
«Грэмми» в номинации «Лучшее совместное кантри-исполнение с вокалом» присуждалась с 1988  по 2011 годы, за наиболее заметные дуэты кантри-исполнителей, которые обычно не выступают совместно. Ежегодно Национальная академия искусства и науки звукозаписи США выбирает несколько претендентов за «художественные достижения, техническое мастерство и значительный вклад в развитие звукозаписи без учёта продаж альбома и его позиции в чартах».
Изначально номинация носила название «Лучшее кантри исполнение дуэтом с вокалом» (англ. «Best Country Vocal Performance, Duet»), её первым лауреатом были Кенни Роджерс и Ронни Милсап с песней «Make No Mistake, He’s Mine» на 30-й церемонии вручения наград «Грэмми». Годом позже название категории было изменено на название категории было изменено на «Лучшее совместное вокальное исполнение в стиле кантри» (англ. «Best Country Vocal Collaboration»), это название просуществовало до 1995 года включительно, после чего получило нынешнее.
Элисон Краусс является лидером категории по количеству побед — всего пять. Десять исполнителей имеют по две победы: Винс Гилл, Рики Скэггс, Марти Стюарт, Трэвис Тритт, Триша Йервуд, Эмилу Харрис, Фэйт Хилл, Тим Макгро, Вилли Нельсон, Рэнди Трэвис. Самое большое число номинаций удерживают — Эмилу Харрис и Вилли Нельсон, оба по девять раз. Восемь раз была номинирована Элисон Краусс, семь — Долли Партон. Лидерами по количеству побед  данной категории являются американцы, по одному разу лауреатами становились представители — Канады, Шотландии и Великобритании.
В 2012 году награда была упразднена, в связи с тотальной реструктуризацией категорий «Грэмми», она была перенесена в новую, единую категорию — «Лучшее кантри-исполнение дуэтом или группой». Таким образом, песня «As She’s Walking Away» певца Алана Джексона и группы Zac Brown Band — стала последним лауреатом этой категории.
Номинантами были ремиксы, изданные в предыдущий календарный год, относительно текущей церемонии «Грэмми».

## Список лауреатов
| \| Год[I] \| Победители \| Страна \| Произведение \| Номинанты[II] \| Ссылка \| \| ------ \| ---------------------------------------------------------------------------------------------------------------------------------------------------------------------------------------------------------- \| -------------------- \| ----------------------------------------------- \| --------------------------------------------------------------------------------------------------------------------------------------------------------------------------------------------------------------------------------------------------------------------------------------------------------------------------------------------------------------------------------------------------------------------------------------------------- \| ------ \| \| 1988 \| Ронни Милсап и Кенни Роджерс \| США \| «Make No Mistake, He’s Mine» \| - Глен Кэмпбелл и Эммилу Харрис — «You Are» - Кристал Гейл и Гэри Моррис[англ.] — «Another World» - Холли Данн и Майкл Мартин Мёрфи[англ.] — «A Face in a Crowd» - Глен Кэмпбелл и Стив Уоринер[англ.] — «The Hand That Rocks the Cradle» \| [3] \| \| 1989 \| Рой Орбисон и k.d. lang \| США · Канада \| «Crying» \| - Розанн Кэш[англ.] и Родни Кроуэлл — «It's Such a Small World»[англ.] - Эрл Томас Конли[англ.] и Эммилу Харрис — «We Believe in Happy Endings»[англ.] - k.d. lang, Бренда Ли, Лоретта Линн и Китти Уэллс — «Honky Tonk Angels Medley» - Бак Оуэнс и Дуайт Йокам — «Streets of Bakersfield»[англ.] \| [3] \| \| 1990 \| Хэнк Уильямс и Хэнк Уильямс-младший \| США \| «There's a Tear in My Beer»[англ.] \| - Рой Экафф, Джонни Кэш, Эммилу Харрис, Левон Хелм, Nitty Gritty Dirt Band и Рики Скэггс — «Will the Circle Be Unbroken» - Глен Кэмпбелл и Эммилу Харрис — «You Ain't Goin' Nowhere»[англ.] - k.d. lang и Дуайт Йокам — «Sin City» - Бак Оуэнс и Ринго Старр — «Act Naturally» \| [3] \| \| 1991 \| Чет Эткинс и Марк Нопфлер \| США · Шотландия \| «Poor Boy Blues»[англ.] \| - Джонни Кэш, Крис Кристофферсон, Уэйлон Дженнингс и Вилли Нельсон — Highwayman 2 - Джордж Джонс и Рэнди Трэвис — «A Few Ole Country Boys»[англ.] - Би Би Кинг и Рэнди Трэвис — «Waiting on the Light to Change» - Лорри Морган и Кит Уитли[англ.] — «'Til a Tear Becomes a Rose»[англ.] \| [3] \| \| 1992 \| Винс Гилл, Рики Скэггс и Стив Уоринер[англ.] \| США \| «Restless»[англ.] \| - Сьюзи Боггасс[англ.] и Ли Гринвуд — «Hopelessly Yours»[англ.] - Эрл Томас Конли[англ.] и Кит Уитли[англ.] — «Brotherly Love»[англ.] - Рой Роджерс и Клинт Блэк[англ.] — «Hold on Partner» - Долли Партон и Рики Ван Шелтон[англ.] — «Rockin' Years»[англ.] \| [3] \| \| 1993 \| Марти Стюарт[англ.] и Трэвис Тритт[англ.] \| США \| «The Whiskey Ain't Workin'»[англ.] \| - Гарт Брукс и Крис Ледукс — «Whatcha Gonna Do with a Cowboy»[англ.] - Мэри Чапин Карпентер и Джо Диффи — «Not Too Much to Ask»[англ.] - The Chieftains и Nitty Gritty Dirt Band — «Kilybegs» - Делберт Макклинтон[англ.] и Таня Такер — «Tell Me About It»[англ.] \| [3] \| \| 1994 \| Линда Дэвис[англ.] и Риба Макинтайр \| США \| «Does He Love You»[англ.] \| - Клинт Блэк[англ.] и Вайнонна — «A Bad Goodbye»[англ.] - Мэри Чапин Карпентер, Билли Рэй Сайрус, Кати Мэттея[англ.], Долли Партон, Пэм Тиллис[англ.] и Таня Такер — «Romeo» - Винс Гилл и Риба Макинтайр — «The Heart Won't Lie»[англ.] - Ральф Стэнли и Дуайт Йокам — «Miner’s Prayer» \| [3] \| \| 1995 \| Аарон Невилл и Триша Йервуд \| США \| «I Fall to Pieces» \| - Сьюзи Боггасс[англ.], Crosby, Stills & Nash, Элисон Краусс и Кати Мэттея[англ.] — «Teach Your Children»[англ.] - Джонни Кэш, Марти Стюарт[англ.] и Трэвис Тритт[англ.] — «The Devil Went Down to Georgia»[англ.] - Джордж Джонс и Би Би Кинг — «Patches» - Лоретта Линн, Долли Партон и Тэмми Уайнетт — «Silver Threads and Golden Needles»[англ.] \| [3] \| \| 1996 \| Элисон Краусс и Shenandoah[англ.] \| США \| «Somewhere in the Vicinity of the Heart»[англ.] \| - Чет Эткинс и Сьюзи Боггасс[англ.] — «All My Loving» - Линда Дэвис[англ.], Риба Макинтайр, Мартина Макбрайд и Триша Йервуд — «On My Own»[англ.] - Винс Гилл и Долли Партон — «I Will Always Love You» - Алан Джексон и Джордж Джонс — «Good Year for the Roses»[англ.] \| [3] \| \| 1997 \| Винс Гилл, Элисон Краусс и Union Station \| США \| «High Lonesome Sound»[англ.] \| - Джон Берри[англ.], Терри Кларк, Винс Гилл, Фэйт Хилл, Трэйси Лоуренс[англ.], Нил Маккой[англ.], Тим Макгро, Лорри Морган, Марти Стюарт[англ.], Трэвис Тритт[англ.], Триша Йервуд и Little Texas[англ.] — «Hope: Country Music’s Quest for a Cure» - Джефф Фоксворти[англ.] и Алан Джексон — «Redneck Games» - Лайл Ловетт и Рэнди Ньюман — «Long Tall Texan» - Марти Стюарт[англ.] и Трэвис Тритт[англ.] — «Honky Tonkin's What I Do Best»[англ.] \| [3] \| \| 1998 \| Гарт Брукс и Триша Йервуд \| США \| «In Another’s Eyes» \| - Клинт Блэк[англ.] и Мартина Макбрайд — «Still Holding On»[англ.] - Фэйт Хилл и Тим Макгро — «It’s Your Love» - Джордж Джонс и Патти Лавлесс — «You Don't Seem to Miss Me»[англ.] - Тоби Кит и Стинг — «I'm So Happy I Can't Stop Crying»[англ.] \| [3] \| \| 1999 \| Клинт Блэк[англ.], Джо Диффи, Мерл Хаггард, Эммилу Харрис, Элисон Краусс, Патти Лавлесс, Эрл Скраггс, Рики Скэггс, Марти Стюарт[англ.], Пэм Тиллис[англ.], Рэнди Трэвис, Трэвис Тритт[англ.] и Дуайт Йокам \| США \| «Same Old Train» \| - Гарт Брукс и Триша Йервуд — «Where Your Road Leads» - Риба Макинтайр, Брукс и Данн — «If You See Him/If You See Her»[англ.] - Винс Гилл и Патти Лавлесс — «My Kind of Woman/My Kind of Man»[англ.] - Фэйт Хилл и Тим Макгро — «Just to Hear You Say That You Love Me»[англ.] \| [3] \| \| 2000 \| Эммилу Харрис, Долли Партон и Линда Ронстадт \| США \| «After the Gold Rush»[англ.] \| - Alabama и 'N Sync — «(God Must Have Spent) A Little More Time on You»[англ.] - Asleep at the Wheel[англ.] и Dixie Chicks — «Roly Poly»[англ.] - Asleep at the Wheel[англ.], The Manhattan Transfer и Вилли Нельсон — «Going Away Party» - Клинт Блэк[англ.] и Лиза Хартман Блэк — «When I Said I Do»[англ.] \| [3] \| \| 2001 \| Фэйт Хилл и Тим Макгро \| США \| «Let's Make Love»[англ.] \| - Dixie Chicks и Шерил Кроу — «Strong Enough»[англ.] - Dixie Chicks и Рики Скэггс — «Walk Softly» - Винс Гилл и Эми Грант — «When I Look Into Your Heart» - Алан Джексон и Джордж Стрейт — «Murder on Music Row»[англ.] \| [3] \| \| 2002 \| Харли Аллен[англ.], Пэт Энрайт и Дэн Тимински[англ.] (The Soggy Bottom Boys) \| США \| «Man of Constant Sorrow» \| - Гарт Брукс и Джордж Джонс — «Beer Run (B Double E Double Are You In?)» - Эммилу Харрис, Элисон Краусс и Гиллиан Уэлч — «Didn’t Leave Nobody But the Baby» \| [3] \| \| 2003 \| Вилли Нельсон и Ли Энн Вумэк \| США \| «Mendocino County Line»[англ.] \| - Фиона Эппл и Джонни Кэш — «Bridge over Troubled Water» - Гарт Брукс и Триша Йервуд — «Squeeze Me In» - Мэри Чапин Карпентер, Шерил Кроу и Эммилу Харрис — «Flesh and Blood»[англ.] - Элисон Краусс, Тадж Махал, Док Уотсон и Nitty Gritty Dirt Band — «Will the Circle Be Unbroken (Glory, Glory)» \| [3] \| \| 2004 \| Элисон Краусс и Джеймс Тейлор \| США \| «How’s the World Treating You» \| - Джимми Баффет и Алан Джексон — «It's Five O'Clock Somewhere» - Джонни Кэш и Джун Картер Кэш — «Temptation»[англ.] - Нора Джонс и Вилли Нельсон — «Wurlitzer Prize (I Don’t Want to Get Over You)» - Тоби Кит и Вилли Нельсон — «Beer for My Horses»[англ.] \| [3] \| \| 2005 \| Лоретта Линн и Джек Уайт \| США \| «Portland Oregon» \| - Нора Джонс и Вилли Нельсон — «Coat of Many Colors»[англ.] - Нора Джонс и Долли Партон — «Creepin' In» - Клинт Блэк[англ.], Джимми Баффет, Кенни Чесни, Алан Джексон, Тоби Кит и Джордж Джонс — «Hey, Good Lookin'»[англ.] - Мерл Хаггард, Тоби Кит и Вилли Нельсон — «Pancho and Lefty» \| [3] \| \| 2006 \| Фэйт Хилл и Тим Макгро \| США \| «Like We Never Loved at All»[англ.] \| - Брукс и Данн, Шерил Кроу и Винс Гилл — «Building Bridges»[англ.] - Родни Кроуэлл и Эммилу Харрис — «Shelter from the Storm»[англ.] - Мерл Хаггард и Гретхен Уилсон — «Politically Uncorrect» - Нора Джонс и Вилли Нельсон — «Dreams Come True» \| [3] \| \| 2007 \| Bon Jovi и Дженнифер Неттлз \| США \| Who Says You Can’t Go Home \| - Гарт Брукс и Триша Йервуд — «Love Will Always Win» - Соломон Берк и Долли Партон — «Tomorrow Is Forever» - Дон Хенли и Кенни Роджерс — «Calling Me» - Ронда Винсент и Бобби Осборн[англ.] — «Midnight Angel» \| [3] \| \| 2008 \| Вилли Нельсон и Рэй Прайс \| США \| «Lost Highway»[англ.] \| - Келли Кларксон и Риба Макинтайр — «Because of You» - Стив Эрл и Эллисон Мурер[англ.] — «Days Aren’t Long Enough» - Фэйт Хилл и Тим Макгро — «I Need You»[англ.] - Брэд Пейсли и Кэрри Андервуд — «Oh Love» \| [3] \| \| 2009 \| Элисон Краусс и Плант, Роберт \| США · Великобритания \| «Killing the Blues»[англ.] \| - Кенни Чесни и Джордж Стрейт — «Shiftwork»[англ.] - Little Big Town, Джейк Оуэн[англ.] и Sugarland — «Life in a Northern Town»[англ.] - Пэтти Лавлесс и Джордж Стрейт — «House Of Cash» - Кит Урбан и Триша Йервуд — «Let the Wind Chase You» \| [3] \| \| 2010 \| Рэнди Трэвис и Кэрри Андервуд \| США \| «I Told You So»[англ.] \| - Диркс Бентли и Пэтти Гриффин[англ.] — «Beautiful World» - Кенни Чесни и Мак Маканолли — «Down the Road»[англ.] - Брэд Пейсли и Кит Урбан — «Start a Band»[англ.] - Джордж Стрейт и Ли Энн Вумэк — «Everything But Quits» \| [3] \| \| 2011 \| Алан Джексон и Zac Brown Band \| США \| «As She’s Walking Away» \| - Трейси Эдкинс и Блейк Шелтон — «Hillbilly Bone» - Диркс Бентли, Джейми Джонсон и Миранда Ламберт — «Bad Angel» - Диркс Бентли, Дель Маккори[англ.] и Punch Brothers — «Pride (In the Name of Love)» - Конни Смит и Марти Стюарт[англ.] — «I Run To You» \| [3] \| | |                      |                                          | |        |
| Год[I] | Победители | Страна               | Произведение                             | Номинанты[II] | Ссылка |
| 1988 | Ронни Милсап и Кенни Роджерс | США                  | «Make No Mistake, He’s Mine»             | - Глен Кэмпбелл и Эммилу Харрис — «You Are» - Кристал Гейл и Гэри Моррис — «Another World» - Холли Данн и Майкл Мартин Мёрфи — «A Face in a Crowd» - Глен Кэмпбелл и Стив Уоринер — «The Hand That Rocks the Cradle» | [ 3 ]  |
| 1989 | Рой Орбисон и k.d. lang | США · Канада         | «Crying»                                 | - Розанн Кэш и Родни Кроуэлл — «It's Such a Small World» - Эрл Томас Конли и Эммилу Харрис — «We Believe in Happy Endings» - k.d. lang, Бренда Ли, Лоретта Линн и Китти Уэллс — «Honky Tonk Angels Medley» - Бак Оуэнс и Дуайт Йокам — «Streets of Bakersfield» | [ 3 ]  |
| 1990 | Хэнк Уильямс и Хэнк Уильямс-младший | США                  | «There's a Tear in My Beer»              | - Рой Экафф, Джонни Кэш, Эммилу Харрис, Левон Хелм, Nitty Gritty Dirt Band и Рики Скэггс — «Will the Circle Be Unbroken» - Глен Кэмпбелл и Эммилу Харрис — «You Ain't Goin' Nowhere» - k.d. lang и Дуайт Йокам — «Sin City» - Бак Оуэнс и Ринго Старр — «Act Naturally» | [ 3 ]  |
| 1991 | Чет Эткинс и Марк Нопфлер | США · Шотландия      | «Poor Boy Blues»                         | - Джонни Кэш, Крис Кристофферсон, Уэйлон Дженнингс и Вилли Нельсон — Highwayman 2 - Джордж Джонс и Рэнди Трэвис — «A Few Ole Country Boys» - Би Би Кинг и Рэнди Трэвис — «Waiting on the Light to Change» - Лорри Морган и Кит Уитли — «'Til a Tear Becomes a Rose» | [ 3 ]  |
| 1992 | Винс Гилл, Рики Скэггс и Стив Уоринер | США                  | «Restless»                               | - Сьюзи Боггасс и Ли Гринвуд — «Hopelessly Yours» - Эрл Томас Конли и Кит Уитли — «Brotherly Love» - Рой Роджерс и Клинт Блэк — «Hold on Partner» - Долли Партон и Рики Ван Шелтон — «Rockin' Years» | [ 3 ]  |
| 1993 | Марти Стюарт и Трэвис Тритт | США                  | «The Whiskey Ain't Workin'»              | - Гарт Брукс и Крис Ледукс — «Whatcha Gonna Do with a Cowboy» - Мэри Чапин Карпентер и Джо Диффи — «Not Too Much to Ask» - The Chieftains и Nitty Gritty Dirt Band — «Kilybegs» - Делберт Макклинтон и Таня Такер — «Tell Me About It» | [ 3 ]  |
| 1994 | Линда Дэвис и Риба Макинтайр | США                  | «Does He Love You»                       | - Клинт Блэк и Вайнонна — «A Bad Goodbye» - Мэри Чапин Карпентер, Билли Рэй Сайрус, Кати Мэттея, Долли Партон, Пэм Тиллис и Таня Такер — «Romeo» - Винс Гилл и Риба Макинтайр — «The Heart Won't Lie» - Ральф Стэнли и Дуайт Йокам — «Miner’s Prayer» | [ 3 ]  |
| 1995 | Аарон Невилл и Триша Йервуд | США                  | «I Fall to Pieces»                       | - Сьюзи Боггасс, Crosby, Stills & Nash, Элисон Краусс и Кати Мэттея — «Teach Your Children» - Джонни Кэш, Марти Стюарт и Трэвис Тритт — «The Devil Went Down to Georgia» - Джордж Джонс и Би Би Кинг — «Patches» - Лоретта Линн, Долли Партон и Тэмми Уайнетт — «Silver Threads and Golden Needles»                                                                           | [ 3 ]  |
| 1996 | Элисон Краусс и Shenandoah | США                  | «Somewhere in the Vicinity of the Heart» | - Чет Эткинс и Сьюзи Боггасс — «All My Loving» - Линда Дэвис, Риба Макинтайр, Мартина Макбрайд и Триша Йервуд — «On My Own» - Винс Гилл и Долли Партон — «I Will Always Love You» - Алан Джексон и Джордж Джонс — «Good Year for the Roses» | [ 3 ]  |
| 1997 | Винс Гилл, Элисон Краусс и Union Station | США                  | «High Lonesome Sound»                    | - Джон Берри, Терри Кларк, Винс Гилл, Фэйт Хилл, Трэйси Лоуренс, Нил Маккой, Тим Макгро, Лорри Морган, Марти Стюарт, Трэвис Тритт, Триша Йервуд и Little Texas — «Hope: Country Music’s Quest for a Cure» - Джефф Фоксворти и Алан Джексон — «Redneck Games» - Лайл Ловетт и Рэнди Ньюман — «Long Tall Texan» - Марти Стюарт и Трэвис Тритт — «Honky Tonkin's What I Do Best» | [ 3 ]  |
| 1998 | Гарт Брукс и Триша Йервуд | США                  | «In Another’s Eyes»                      | - Клинт Блэк и Мартина Макбрайд — «Still Holding On» - Фэйт Хилл и Тим Макгро — «It’s Your Love» - Джордж Джонс и Патти Лавлесс — «You Don't Seem to Miss Me» - Тоби Кит и Стинг — «I'm So Happy I Can't Stop Crying» | [ 3 ]  |
| 1999 | Клинт Блэк, Джо Диффи, Мерл Хаггард, Эммилу Харрис, Элисон Краусс, Патти Лавлесс, Эрл Скраггс, Рики Скэггс, Марти Стюарт, Пэм Тиллис, Рэнди Трэвис, Трэвис Тритт и Дуайт Йокам | США                  | «Same Old Train»                         | - Гарт Брукс и Триша Йервуд — «Where Your Road Leads» - Риба Макинтайр, Брукс и Данн — «If You See Him/If You See Her» - Винс Гилл и Патти Лавлесс — «My Kind of Woman/My Kind of Man» - Фэйт Хилл и Тим Макгро — «Just to Hear You Say That You Love Me» | [ 3 ]  |
| 2000 | Эммилу Харрис, Долли Партон и Линда Ронстадт | США                  | «After the Gold Rush»                    | - Alabama и 'N Sync — «(God Must Have Spent) A Little More Time on You» - Asleep at the Wheel и Dixie Chicks — «Roly Poly» - Asleep at the Wheel, The Manhattan Transfer и Вилли Нельсон — «Going Away Party» - Клинт Блэк и Лиза Хартман Блэк — «When I Said I Do» | [ 3 ]  |
| 2001 | Фэйт Хилл и Тим Макгро | США                  | «Let's Make Love»                        | - Dixie Chicks и Шерил Кроу — «Strong Enough» - Dixie Chicks и Рики Скэггс — «Walk Softly» - Винс Гилл и Эми Грант — «When I Look Into Your Heart» - Алан Джексон и Джордж Стрейт — «Murder on Music Row» | [ 3 ]  |
| 2002 | Харли Аллен, Пэт Энрайт и Дэн Тимински (The Soggy Bottom Boys) | США                  | «Man of Constant Sorrow»                 | - Гарт Брукс и Джордж Джонс — «Beer Run (B Double E Double Are You In?)» - Эммилу Харрис, Элисон Краусс и Гиллиан Уэлч — «Didn’t Leave Nobody But the Baby» | [ 3 ]  |
| 2003 | Вилли Нельсон и Ли Энн Вумэк | США                  | «Mendocino County Line»                  | - Фиона Эппл и Джонни Кэш — «Bridge over Troubled Water» - Гарт Брукс и Триша Йервуд — «Squeeze Me In» - Мэри Чапин Карпентер, Шерил Кроу и Эммилу Харрис — «Flesh and Blood» - Элисон Краусс, Тадж Махал, Док Уотсон и Nitty Gritty Dirt Band — «Will the Circle Be Unbroken (Glory, Glory)»                                                                                 | [ 3 ]  |
| 2004 | Элисон Краусс и Джеймс Тейлор | США                  | «How’s the World Treating You»           | - Джимми Баффет и Алан Джексон — «It's Five O'Clock Somewhere» - Джонни Кэш и Джун Картер Кэш — «Temptation» - Нора Джонс и Вилли Нельсон — «Wurlitzer Prize (I Don’t Want to Get Over You)» - Тоби Кит и Вилли Нельсон — «Beer for My Horses» | [ 3 ]  |
| 2005 | Лоретта Линн и Джек Уайт | США                  | «Portland Oregon»                        | - Нора Джонс и Вилли Нельсон — «Coat of Many Colors» - Нора Джонс и Долли Партон — «Creepin' In» - Клинт Блэк, Джимми Баффет, Кенни Чесни, Алан Джексон, Тоби Кит и Джордж Джонс — «Hey, Good Lookin'» - Мерл Хаггард, Тоби Кит и Вилли Нельсон — «Pancho and Lefty» | [ 3 ]  |
| 2006 | Фэйт Хилл и Тим Макгро | США                  | «Like We Never Loved at All»             | - Брукс и Данн, Шерил Кроу и Винс Гилл — «Building Bridges» - Родни Кроуэлл и Эммилу Харрис — «Shelter from the Storm» - Мерл Хаггард и Гретхен Уилсон — «Politically Uncorrect» - Нора Джонс и Вилли Нельсон — «Dreams Come True» | [ 3 ]  |
| 2007 | Bon Jovi и Дженнифер Неттлз | США                  | Who Says You Can’t Go Home               | - Гарт Брукс и Триша Йервуд — «Love Will Always Win» - Соломон Берк и Долли Партон — «Tomorrow Is Forever» - Дон Хенли и Кенни Роджерс — «Calling Me» - Ронда Винсент и Бобби Осборн — «Midnight Angel» | [ 3 ]  |
| 2008 | Вилли Нельсон и Рэй Прайс | США                  | «Lost Highway»                           | - Келли Кларксон и Риба Макинтайр — «Because of You» - Стив Эрл и Эллисон Мурер — «Days Aren’t Long Enough» - Фэйт Хилл и Тим Макгро — «I Need You» - Брэд Пейсли и Кэрри Андервуд — «Oh Love» | [ 3 ]  |
| 2009 | Элисон Краусс и Плант, Роберт | США · Великобритания | «Killing the Blues»                      | - Кенни Чесни и Джордж Стрейт — «Shiftwork» - Little Big Town, Джейк Оуэн и Sugarland — «Life in a Northern Town» - Пэтти Лавлесс и Джордж Стрейт — «House Of Cash» - Кит Урбан и Триша Йервуд — «Let the Wind Chase You» | [ 3 ]  |
| 2010 | Рэнди Трэвис и Кэрри Андервуд | США                  | «I Told You So»                          | - Диркс Бентли и Пэтти Гриффин — «Beautiful World» - Кенни Чесни и Мак Маканолли — «Down the Road» - Брэд Пейсли и Кит Урбан — «Start a Band» - Джордж Стрейт и Ли Энн Вумэк — «Everything But Quits» | [ 3 ]  |
| 2011 | Алан Джексон и Zac Brown Band | США                  | «As She’s Walking Away»                  | - Трейси Эдкинс и Блейк Шелтон — «Hillbilly Bone» - Диркс Бентли, Джейми Джонсон и Миранда Ламберт — «Bad Angel» - Диркс Бентли, Дель Маккори и Punch Brothers — «Pride (In the Name of Love)» - Конни Смит и Марти Стюарт — «I Run To You» | [ 3 ]  |

- ↑  Ссылка на церемонию «Грэмми», прошедшую в этом году.
- ↑  Кавычками обозначены — песни (синглы), курсивом — альбомы.